# 茂幸雄
茂 幸雄（しげ　ゆきお、1944年(昭和19年)2月 - ）は、福井県出身の元警察官。同県坂井市東尋坊での自殺を防止するためのNPO法人「心に響く文集・編集局」理事長。東尋坊で自殺を考える人間に対して「ちょっと待って」との声かけをする人物として知られていることから「ちょっと待ておじさん」とも呼ばれることがある。

## 警察官時代
福井県警察に42年間勤務した後、60歳で退職。退職時の階級は警視。最後の勤務地は三国警察署（現在の坂井西警察署）であり、自殺の名所としても有名となった東尋坊で数多くの遺体を目にし愕然とした。退職直前の2003年、パトロール中に東京出身の高齢者夫婦に遭遇。この夫婦はパブを経営していたが、債務問題に悩み自殺を考えていた。夕日の中、投身自殺を図っていたが、茂は夫婦に自殺を思いとどまるよう説得し、パトカーを呼び地元の福祉担当当局に案内したが、当局は夫婦に対し隣町への交通費を渡しただけであった。5日後に茂が夫婦から受け取った手紙は、結局近隣県で自殺を図る直前に書かれたものであった。茂は当局の冷たさに打ちひしがれ、退職後は東尋坊周辺をパトロールし自殺防止(en:Suicide prevention)の活動を始めた。

## NPO法人での自殺防止活動
2004年4月27日、茂はNPO法人「心に響く文集・編集局」を設立し、以来東尋坊周辺での自殺防止活動を行っている。2014年には、自殺防止は累計500件に達した。
2008年、茂は、前年からのリーマン・ショックで失職、さらに社員寮を追われ住居を失った非正規雇用者の自殺が急増したと報告している。 
同法人は６棟のアパートを保有しており、住居を失った人々が滞在できる。
2016年のポケモンGoブームでは、レアポケモンを「捕獲」するため東尋坊への観光客が急増し、自殺者が激減している。
2017年にはドローンを用いた自殺防止のパトロールを検討。 2017年5月時点で、同法人は累計586件の自殺を防止している。

## ドキュメンタリー
2017年、茂とNPO法人有志の活動に焦点を当てたドキュメンタリー番組「The Gatekeeper」（邦題「命の番人」）がYouTubeで公開された。